# 摸魚上班族飴谷甘太朗
《摸魚上班族飴谷甘太朗》（日语：さぼリーマン 飴谷甘太朗）是由萩原天晴擔任原作，アビディ井上作畫的美食漫畫，作品名稱由東村明子命名，原名《平成甘味錄 摸魚上班族》（日语：平成甘味録 さぼリーマン），在講談社《Morning》雜誌上連載，自2014年39號連載至42號，之後移到講談社的《月刊Morning two》上連載，並改為現名，自2015年2號連載至2016年6號。故事描述菁英上班族貽谷在外出跑業務或出差時摸魚，到當地附近的甜品店享受甜點的過程。單行本全兩集。作品在2017年改編為電視連續劇《甘太朗：愛吃甜食的上班族》，由尾上松也主演。

## 故事大綱
飴谷甘太朗是吉朝出版社的菁英業務員，他的性格不苟言笑、績效優異，但其實他是甜食愛好者，之所以拚命跑業務，是為了擠出時間，趁上班的時候去打混摸魚吃甜食，吃甜食對他而言不僅是品嘗美食，更是品嘗禁忌的快感。他會迅速確實地做好份內的工作，並以各種理由迴避上司、甩開前輩，到跑業務或出差地點附近的甜品店享受甜食，他還經營部落格，分享自己的美食體驗。
在部落格開設一個月後，甘太朗的同事土橋香奈子發現，部落格文章的更新時間與甘太朗跑業務的時間一致，甘太朗利用障眼法洗清了自己的嫌疑，雖然土橋仍堅信他喜歡甜點，還拿銅鑼燒試探他對甜點的熟悉度，但甘太朗沒有露出破綻。之後土橋又提及磅蛋糕的話題，甘太朗也並未多加搭理。雖然她看起來陰陽怪氣，而且似乎試圖揭穿甘太朗的身分，但實際上她也是甜品愛好者，只是想與甘太朗交朋友。甘太朗剛入公司不久就擊敗了有業務王子之稱的財部豐，中斷他即將達成的連續12個月業績冠軍紀錄，財部為了反擊，暗中跟蹤他並學習業務技巧，因此發現他摸魚吃甜點的事，他原本想向上司告發，但他不能饒恕自己輸給一個打混的人，決心拚命超越他。之後財部策畫了一場漫畫家簽名會，但他因為太在意甘太朗、不小心坐過站，甘太朗代替他辦完簽名會，還順道吃了蛋塔，讓財部更加深了要超越他的信念。
甘太朗的母親是牙醫，她非常討厭甜食，不但嚴格禁止甘太朗吃甜食，還要求他每天要刷牙三次，不時會診察他是否蛀牙。甘太朗以為他喜歡吃甜食與反叛心理有關，但實際上有一半是來自於父親的遺傳。甘太朗以為自己的父親早已去世，但其實這是他母親的謊言。甘太朗的父親是比甘太朗更狂熱的甜點愛好者，而且比他更了解甜點的品嘗之道，為了追求究極的甜點而遊歷世界，因此拋妻棄子。甘太朗的母親之所以說謊，是不希望甘太郎在接觸甜點後也拋棄自己。在三人重逢後，甘太朗的父親表示自己在尋找究極甜點的25年之間，曾在俄羅斯的雪山上遇難，瀕死的他最想念的不是甜點，而是自己最珍愛的妻子，夫妻兩因此和好。
甘太朗的母親不再限制他吃甜點，甘太朗卻認為自己在嘗過禁忌的快感後已無法正常地品嘗甜點，但他的父親告訴他，在沒有束縛之後，甜點新世界的大門才將開啟。之後，土橋終於鼓起勇氣向甘太朗正面提起有關甜點的話題，兩人的交流比以往更密切。

### 造訪店家及品嘗美食
雖然作品情節是虛構的，但提及的店家都是實際存在的。
| 話數 | 地點         | 店名               | 甜點                | 話數 | 地點            | 店名                | 甜點         |
| ---- | ------------ | ------------------ | ------------------- | ---- | --------------- | ------------------- | ------------ |
| 1    | 日本橋人形町 | 甘味處 初音        | 年糕紅豆湯          | 10   | 飯田橋          | 神樂坂 紀之善       | 抹茶巴巴露亞 |
| 2    | 淺草         | 江戶昔果子淺草梅源 | 金鶚                | 11   | 東京車站        | 東京紅豆麵包 豆一豆 | 紅豆麵包     |
| 3    | 門前仲町     | 入江               | 蜜豆寒天            | 12   | 日本橋          | L'Eclair de Genie   | 閃電泡芙     |
| 3    | 淺草         | 梅村               | 蜜豆寒天            | 13   | 富谷            | NATA de Cristiano   | 葡式蛋塔     |
| 3    | 赤坂         | 赤坂相模屋         | 蜜豆寒天            | 14   | 九段下          | 貢多拉              | 磅蛋糕       |
| 4    | 目黑區       | 果實園River        | 甘王草莓百匯        | 15   | 大山站 (東京都) | materieru           | 蒙布朗栗子塔 |
| 5    | 梅丘車站     | little tree        | 鬆餅套餐            | 16   | 湯島            | 鶴瀨                | 豆大福       |
| 6    | 日本橋人形町 | 清壽軒             | 銅鑼燒              | 17   | 吉祥寺          | L'EPICURIEN         | 覆盆子千層派 |
| 7    | 月島         | TANT POUR TANT     | 蘋果派              | 18   | 銀座            | NOA CAFE            | 格子鬆餅     |
| 8    | 西荻窪       | AMAIKKO            | 刨冰                | 19   | 淺草            | Fruits Parlor Goto  | 水果三明治   |
| 9    | 銀座         | Blondel銀座        | Melange Blondel 47% | 20   | 人形町          | Sucre-rie           | 奶油泡芙     |

## 出版書籍
| 卷數 | 講談社        | 講談社                 | 台灣東販       | 台灣東販               |
| 卷數 | 發售日期      | ISBN                   | 發售日期       | ISBN                   |
| ---- | ------------- | ---------------------- | -------------- | ---------------------- |
| 1    | 2015年9月23日 | ISBN 978-4-06-388504-0 | 2017年9月11日  | ISBN 978-986-475-457-1 |
| 2    | 2016年4月22日 | ISBN 978-4-06-388591-0 | 2017年10月24日 | ISBN 978-986-475-484-7 |

## 電視劇
改編電視劇《甘太朗：愛吃甜食的上班族》由Netflix和東京電視台合作，是「週四電視劇25」的第二波企劃，自2017年7月在Netflix、東京電視台與BS東視播出，全12集。劇中提及的甜點店都是實際存在的店家，採用高速攝影機拍攝美食，並運用特效顯現出美味的感覺，具有強烈的喜劇色彩。
主角飴谷甘太朗由尾上松也飾演，這是身為歌舞伎演員的他首次擔綱電視連續劇主角，他表示自己也很喜歡吃甜食，並認為自己演出這部作品，就好像代表了世界上所有喜歡甜食的男子。女主角土橋香奈子由石川戀飾演，石川戀表示自己在閱讀原作時大感衝擊，並認為改編電視劇會很有趣。為了表現出女主角的冷豔，石川在劇中並沒有以往演出時的可愛表情。主角的上司三宅徹由皆川猿時飾演，他表示自己相較於甜食，其實更喜歡吃鹹的和辣的食物，但也並不討厭甜食，另外他也稱讚尾上松也的長相實在漂亮，讓他在拍攝時心跳不已。

### 登場人物
- 飴谷甘太朗：尾上松也（日语：尾上松也 (2代目)）
- 土橋香奈子：石川恋
- 三宅徹：皆川猿時
- 山地大輔：尾上寛之
- 佐野えりか：清水葉月

#### 其他人物
- 財部豊：健太郎 - 第4話、第11話
- 五ケ瀬宏樹：八木将康 - 第5話
- 松沢夫婦：中村靖日、Simone（日语：シモネ） - 第6話
- 三宅直樹：斎藤汰鷹 - 第8話
- 飴谷エリコ：森口瑤子 - 第9話

### 製作人員
- 腳本：村上大樹、足立紳、山口智之、酒井善史
- 監督：守屋健太郎、石田雄介、髙島夏来
- 音樂：牧戸太郎
- 技術協力：Sony PCL、L'ESPACE VISION、Cinema Sound Works
- 照明協力：APEX
- 美術協力：日映装飾美術
- 音響效果：Media House Sound Design
- 機材：小輝日文
- 製作人：渡邊愛美（東京電視台）、坂井正徳（東北新社）、中澤研太（東北新社）
- 主要製作人：大和健太郎（東京電視台）
- Netflix共同製作人：成田岳
- 東京電視台媒體內容製作人：小林史憲、滝山直史
- 制作協力：Netflix
- 制作：東京電視台、東北新社
- 製作著作：「甘太朗：愛吃甜食的上班族」製作委員会

### 播放日程
| 各話   | 播放日期      | 日文標題 | 中文標題     | 腳本             | 監督       |
| ------ | ------------- | -------- | ------------ | ---------------- | ---------- |
| 第1話  | 2017年7月14日 |          | 餡蜜         | 村上大樹         | 守屋健太郎 |
| 第2話  | 2017年7月21日 |          | 刨冰         | 村上大樹         | 守屋健太郎 |
| 第3話  | 2017年7月28日 |          | 蜜豆寒天     | 村上大樹         | 守屋健太郎 |
| 第4話  | 2017年8月4日  |          | 百匯         | 村上大樹         | 石田雄介   |
| 第5話  | 2017年8月11日 |          | 鬆餅         | 村上大樹         | 石田雄介   |
| 第6話  | 2017年8月18日 |          | 抹茶巴巴洛瓦 | 村上大樹         | 高島夏来   |
| 第7話  | 2017年8月25日 |          | 薩瓦蘭蛋糕   | 足立紳・山口智之 | 高島夏来   |
| 第8話  | 2017年9月1日  |          | 萩餅         | 酒井善史         | 石田雄介   |
| 第9話  | 2017年9月8日  |          | 閃電泡芙     | 酒井善史         | 石田雄介   |
| 第10話 | 2017年9月15日 |          | 布丁         | 足立紳・山口智之 | 守屋健太郎 |
| 第11話 | 2017年9月22日 |          | 巧克力       | 村上大樹         | 守屋健太郎 |
| 第12話 | 2017年9月29日 |          | 蒙布朗       | 村上大樹         | 守屋健太郎 |

## 評價
評論稱這齣改編電視劇是甜點版《孤獨的美食家》，不過相較於《孤獨的美食家》中松重豐飾演的主角「井之頭五郎」所表現出來嚴肅的孤狼形象，甘太朗所呈現出的是如同官能小說般的慾望，透過在工作中吃甜食這項不守工作道德的行為，表現出滿足食慾的快感，而這種快感透過視覺特效，更進一步地強化。

## 外部連結
- 《摸魚上班族飴谷甘太朗》連續劇官方網頁
- 摸魚上班族飴谷甘太朗的X（前Twitter）